# 张务锋
张务锋（1960年10月—），男，汉族，山东莱芜人，中华人民共和国政治人物。济宁商业学校商业统计专业毕业，中共中央党校经济管理专业毕业。中共第十九届中央纪委委员。曾任国家发改委党组成员、国家粮食和物资储备局局长。

## 生平
张务锋1978年2月进入济宁商业学校统计专业学习，1979年12月参加工作，在山东省工商局工作多年。期间，他在1984年4月加入中国共产党。
离开山东省工商局后，张务锋曾任中共临沂市委副书记、临沂市市长（2011年1月18日－2013年2月28日）；山东省发展和改革委员会主任、党组书记兼山东半岛蓝色经济区建设办公室、山东省黄河三角洲高效生态经济区建设办公室主任、山东省区域发展战略推进办公室主任、中共山东省委全面深化改革领导小组办公室副主任。2013年，当选第十二届全国人民代表大会山东地区代表。2015年6月，任山东省人民政府党组成员。同年7月24日，任山东省人民政府副省长。
2017年2月，任国家发改委党组成员、国家粮食局局长。2018年，任国家发改委党组成员、国家粮食和物资储备局局长。
2022年6月15日，因涉嫌严重违纪违法，接受中央纪委国家监委纪律审查和监察调查。当月被免去国家粮食和物资储备局局长职务。12月30日，张务锋被开除中共党籍、公职。2023年1月18日，新华社表示张务锋涉嫌受贿一案由国家监察委员会调查终结，移送检察机关审查起诉。最高人民检察院已对张务锋作出逮捕决定。德阳市人民检察院起诉指控：2003年至2022年，被告人张务锋利用担任山东省工商行政管理局党组成员、副局长，山东省临沂市委副书记、市长，山东省政府党组成员、副省长，国家发展和改革委员会党组成员、国家粮食和物资储备局党组书记、局长等职务上的便利以及职权或者地位形成的便利条件，为有关单位和个人在工程承揽、干部选拔任用等事项上提供帮助。2006年至2022年，张务锋本人或通过实际控制的企业非法收受财物，共计折合人民币1647万余元，其中160万元案发时尚未实际取得，检察机关提请以受贿罪追究张务锋的刑事责任。2023年12月5日，四川省德阳市中级人民法院以受贿罪判处张务锋有期徒刑十年，并处罚金人民币一百万元。